# Calothamnus
Calothamnus es un género de arbustos en la familia Myrtaceae endémico del oeste de Australia. El nombre Calothamnus, fue dado por el botanista Robert Brown, se deriva del griego, kalos significa (hermoso) y thamnos (arbusto).

## Especies
| - Calothamnus accedens - Calothamnus affinis - Calothamnus aridus - Calothamnus asper - Calothamnus blepharospermus - Calothamnus borealis - Calothamnus brevifolius - Calothamnus chrysantherus - Calothamnus crassus - Calothamnus formosus - Calothamnus gibbosus - Calothamnus gilesii - Calothamnus gracilis - Calothamnus graniticus - Calothamnus hirsutus - Calothamnus homalophyllus - Calothamnus huegelii - Calothamnus kalbarriensis - Calothamnus lateralis | - Calothamnus lehmannii - Calothamnus longissimus - Calothamnus macrocarpus - Calothamnus microcarpus - Calothamnus oldfieldii - Calothamnus pachystachyus - Calothamnus pallidifolius - Calothamnus pinifolius - Calothamnus planifolius - Calothamnus preissii - Calothamnus quadrifidus - Calothamnus robustus - Calothamnus rupestris - Calothamnus sanguineus - Calothamnus schaueri - Calothamnus suberosus - Calothamnus torulosus - Calothamnus tuberosus - Calothamnus validus - Calothamnus villosus |